# Shivani Jadhav
Shivani Jadhav es una modelo india y ganadora del concurso de belleza que fue coronada Femina Miss Grand India 2019 en la gran final de Femina Miss India 2019 por la ganadora saliente Meenakshi Chaudhary. Representó a India en el certamen Miss Grand International 2019 que se llevó a cabo en Venezuela el 25 de octubre de 2019.

## Historia del concurso

### Miss Diva 2015
Shivani participó en el certamen Miss Diva - Miss India Universe 2015, donde fue eliminada en el episodio 5 durante la ronda preliminar.[cita requerida]

### Fémina Miss India 2019
Shivani fue coronada como Femina Miss Grand India 2019 por la titular saliente Meenakshi Chaudhary el 15 de junio de 2019 en el Sardar Vallabhbhai Patel Indoor Stadium, Mumbai. Anteriormente, fue coronada como Femina Miss India Chhattisgarh 2019 el 23 de abril de 2019. Durante el concurso, fue coronada con el premio Miss Cuerpo Bonito.

### Miss Gran Internacional 2019
Shivani representó a India en el certamen Miss Grand International 2019 en Venezuela, donde no fue clasificada.[cita requerida]